# محمدرضا تاجیک
محمدرضا تاجیک (متولد ۱۳۳۷ در تهران) استاد دانشگاه، نویسنده، مترجم و فعال سیاسی اصلاح‌طلب  است.
او دکترای «تحلیل گفتمان در سیاست» را از دانشگاه اسکس انگلستان دریافت کرده و از سال ۱۳۷۴ در دانشگاه شهید بهشتی و دانشکده حقوق و علوم سیاسی دانشگاه آزاد اسلامی واحد علوم و تحقیقات تهران تدریس می‌کند.

 
محمدرضا تاجیک در دوران ریاست‌جمهوری سید محمد خاتمی (۱۳۷۶ تا ۱۳۸۴) مشاور رئیس‌جمهور و رئیس « مرکز بررسی‌های استراتژیک ریاست جمهوری » بود و در جریان مبارزات انتخاباتی میرحسین موسوی در سال ۱۳۸۸ به عنوان مشاور ارشد او فعالیت می‌کرد. او مولف بیش از سی جلد کتاب و ده ها مقاله است.

## آثار
- ۱- مقدمه‌ای بر استراتژی‌های امنیت ملی ایران
- ۲- جامعهٔ امن در گفتمان خاتمی
- ۳- مدیریت بحران
- ۴- فرامدرنیسم و تحلیل گفتمان
- ۵- تجربهٔ بازی سیاسی در میان ایرانیان
- ۶- دههٔ سوم: تخمین‌ها و تدبیرها
- ۷- روایت هویت و غیریت در میان ایرانیان
- ۸- گفتمان، پاد گفتمان و سیاست
- ۹- سیاست خارجی: عرصهٔ فقدان تصمیم و تدبیر
- ۱۰- پسا مارکسیسم
- ۱۱- صدای پای آینده: دهه چهارم و آینده‌های انسان و جامعه ایرانی
- ۱۲- دین، دموکراسی و روشنفکری در ایران امروز
- ۱۳- ایران در چشم‌انداز ۱۴۰۰-انتشارات مؤسسه تحقیقات و توسعه علوم انسانی
- ۱۴- شکاف یا گسست نسلی در ایران امروز-انتشارات مرکز پژوهشهای استراتژیک مجمع تشخیص مصلحت نظام
- ۱۵- بررسی ساختار و تشکیلات گروه‌های تروریستی (مطالعه موردی سازمان القاعده)-انتشارات معاونت پژوهشی دانشگاه آزاد اسلامی
- ۱۶- مقدمه کتاب قدرت ویرانگر؛ خاورمیانه و سیاست خارجی آمریکا (مصاحبه نوام چامسکی و ژیلبر آشکار)-مترجم: محمدرضا شیخی محمدی-نشر خرسند
- ۱۷- مقدمه کتاب نفرت از دموکراسی-نویسنده: ژاک رانسیر-مترجم: محمدرضا شیخی محمدی-انتشارات گام نو
- ۱۸- پسا سیاست / در دست چاپ

۱۹ - زیست جنبش/ نگاه معاصر

### ترجمه
- ۱- راهنمایی مقدماتی بر پسا ساختار گرایی و پسا مدرنیسم
- ۲- پسا مدرنیسم
- ۳- اطلاعات و مدیریت بحران

تالیف
من های ایرانی؛ هستی شناسی انتقادی خودمان.نشر تمدن علمی ۱۳۹۷
زیست جنبش؛این جنبش یک جنبش نیست، نشر نگاه معاصر، ۱۳۹۷
اجتماع هرچه ها, نشر نگاه معاصر، ۱۴۰۰